# Александар Месаровић
Александар Месаровић (Београд, 27. септембар 1998) српски је фудбалер који тренутно наступа за Нови Пазар.

## Каријера
Месаровић је прошао млађе селекције фудбалског клуба Војводина и као осамнаестогодишњак прикључен раду са првим тимом. У јуну 2017. потписао је четворогодишњи уговор са клубом. Недуго затим забележио је свој дебитантски наступ у професионалној конкуренцији, против Ружомберока на првом од два сусрета првог кола квалификација за Лигу Европе. Наредног месеца дебитовао је и у Суперлиги Србије, у минималној победи над Чукаричким. У том такмичењу је до краја такмичарске 2017/18. забележио укупно 32 наступа. Наредне сезоне имао је мању минутажу, а по завршетку исте прешао је у крушевачки Напредак. Ту је одиграо само једну првенствену утакмицу, из један наступ у купу па је већ крајем првог дела сезоне напустио клуб. Почетком 2020. приступио је прволигашу Кабелу и ту остао до лета 2021. Одмах затим потписао је за ИМТ за који је одиграо 4 утакмице, пре него што је претрпео повреду због које је пропустио остатак календарске године. У јануару 2022. представљен је као нови фудбалер нишког Радничког. Лета 2024. прешао је у Нови Пазар.

## Репрезентација
Месаровић је 2015. године добио позив у млађу омладинску репрезентацију за коју је наступао током наредних годину дана. За омладинску селекцију дебитовао је на меморијалном турниру „Стеван Вилотић Ћеле” који је Србија 2016. године освојила. Србију је касније представљао и у узрастима до 20, односно 21 године, доприневши пласману на Европско првенство.

## Статистика

### Клупска
Ажурирано 1. новембра 2022.
|                   |          |                  |     |    |   |   |   |   |   |   |     |    |  |  |
| Војводина         | 2016/17. | Суперлига Србије | 0   | 0  | 0 | 0 | — | — | — | — | 0   | 0  |  |  |
| Војводина         | 2017/18. | Суперлига Србије | 32  | 0  | 2 | 0 | 2 | 0 | — | — | 36  | 0  |  |  |
| Војводина         | 2018/19. | Суперлига Србије | 15  | 0  | 2 | 0 | — | — | — | — | 17  | 0  |  |  |
| Војводина         | Укупно   | Укупно           | 47  | 0  | 4 | 0 | 2 | 0 | — | — | 53  | 0  |  |  |
|                   |          |                  |     |    |   |   |   |   |   |   |     |    |  |  |
| Напредак Крушевац | 2019/20. | Суперлига Србије | 1   | 0  | 1 | 0 | — | — | — | — | 2   | 0  |  |  |
|                   |          |                  |     |    |   |   |   |   |   |   |     |    |  |  |
| Кабел             | 2019/20. | Прва лига Србије | 6   | 0  | — | — | — | — | — | — | 6   | 0  |  |  |
| Кабел             | 2020/21. | Прва лига Србије | 28  | 12 | 1 | 1 | — | — | — | — | 29  | 13 |  |  |
| Кабел             | Укупно   | Укупно           | 34  | 12 | 1 | 1 | — | — | — | — | 35  | 13 |  |  |
|                   |          |                  |     |    |   |   |   |   |   |   |     |    |  |  |
| ИМТ               | 2021/22. | Прва лига Србије | 4   | 0  | 0 | 0 | — | — | — | — | 4   | 0  |  |  |
|                   |          |                  |     |    |   |   |   |   |   |   |     |    |  |  |
| Раднички Ниш      | 2021/22. | Суперлига Србије | 16  | 1  | 0 | 0 | — | — | — | — | 16  | 1  |  |  |
| Раднички Ниш      | 2022/23. | Суперлига Србије | 15  | 0  | 1 | 0 | 2 | 0 | — | — | 18  | 0  |  |  |
| Раднички Ниш      | Укупно   | Укупно           | 31  | 1  | 1 | 0 | 2 | 0 | — | — | 34  | 1  |  |  |
|                   |          |                  |     |    |   |   |   |   |   |   |     |    |  |  |
| Каријера          | Каријера | Каријера         | 117 | 13 | 7 | 1 | 4 | 0 | — | — | 128 | 14 |  |  |
|                   |          |                  |     |    |   |   |   |   |   |   |     |    |  |  |

### Утакмице у дресу репрезентације
| Репрезентација Србије у узрасту до 18 година старости | Репрезентација Србије у узрасту до 18 година старости                    | Репрезентација Србије у узрасту до 18 година старости                    | Репрезентација Србије у узрасту до 18 година старости                    | Репрезентација Србије у узрасту до 18 година старости                    | Репрезентација Србије у узрасту до 18 година старости                    | Репрезентација Србије у узрасту до 18 година старости                    | Репрезентација Србије у узрасту до 18 година старости | Репрезентација Србије у узрасту до 18 година старости | Репрезентација Србије у узрасту до 18 година старости |
| # | Датум                                                                    | Такмичење                                                                | Локација                                                                 | Домаћин                                                                  | Резултат                                                                 | Гост                                                                     | Гол                                                   | Реф.                                                  |                                                       |
| --- | ------------------------------------------------------------------------ | ------------------------------------------------------------------------ | ------------------------------------------------------------------------ | ------------------------------------------------------------------------ | ------------------------------------------------------------------------ | ------------------------------------------------------------------------ | ----------------------------------------------------- | ----------------------------------------------------- | ----------------------------------------------------- |
| Ово је динамичан списак и можда никада неће моћи да задовољи одређене стандарде у потпуности. Можете помоћи тако што ћете га проширити поуздано референцираним уносима. |                                                                          |                                                                          |                                                                          |                                                                          |                                                                          |                                                                          |                                                       |                                                       |                                                       |
| 1. | 8. октобар 2015.                                                         | Пријатељска утакмица                                                     | Кућа фудбала, Стара Пазова                                               | Србија                                                                   | 0 : 4                                                                    | Холандија                                                                |                                                       | [ 38 ]                                                |                                                       |
| 2. | 10. новембар 2015.                                                       | Пријатељска утакмица                                                     | Градски стадион, Ополе                                                   | Пољска                                                                   | 0 : 2                                                                    | Србија                                                                   |                                                       | [ 39 ]                                                |                                                       |
| 3. | 12. новембар 2015.                                                       | Пријатељска утакмица                                                     | Градски стадион, Ополе                                                   | Пољска                                                                   | 5 : 0                                                                    | Србија                                                                   |                                                       | [ 41 ]                                                |                                                       |
| 4. | 15. децембар 2015.                                                       | Међународни турнир у Израелу                                             | Национални спортски центар, Рамат Ган                                    | Србија                                                                   | 1 : 2                                                                    | Украјина                                                                 |                                                       | [ 42 ]                                                |                                                       |
| 5. | 17. децембар 2015.                                                       | Међународни турнир у Израелу                                             | Национални спортски центар, Рамат Ган                                    | Србија                                                                   | 1 : 5                                                                    | Немачка                                                                  |                                                       | [ 43 ]                                                |                                                       |
| 6. | 15. март 2016.                                                           | Пријатељска утакмица                                                     | Спoртски центaр ФС Јерменије, Јереван                                    | Јерменија                                                                | 1 : 4                                                                    | Србија                                                                   |                                                       | [ 44 ]                                                |                                                       |
| 7. | 19. април 2016.                                                          | Пријатељска утакмица                                                     | Кућа фудбала, Стара Пазова                                               | Србија                                                                   | 1 : 2                                                                    | Мађарска                                                                 |                                                       | [ 45 ]                                                |                                                       |
| 8. | 21. април 2016.                                                          | Пријатељска утакмица                                                     | Кућа фудбала, Стара Пазова                                               | Србија                                                                   | 1 : 1                                                                    | Мађарска                                                                 |                                                       | [ 46 ]                                                |                                                       |
| 9. | 26. мај 2016.                                                            | Пријатељска утакмица                                                     | СЦ Вујадин Бошков, Нови Сад                                              | Србија                                                                   | 0 : 2                                                                    | Босна и Херцеговина                                                      |                                                       | [ 47 ]                                                |                                                       |
| 9 | Укупан број утакмица, постигнутих погодака и минута проведених на терену | Укупан број утакмица, постигнутих погодака и минута проведених на терену | Укупан број утакмица, постигнутих погодака и минута проведених на терену | Укупан број утакмица, постигнутих погодака и минута проведених на терену | Укупан број утакмица, постигнутих погодака и минута проведених на терену | Укупан број утакмица, постигнутих погодака и минута проведених на терену | 0                                                     | [ 48 ]                                                |                                                       |

| Репрезентација Србије у узрасту до 19 година старости | Репрезентација Србије у узрасту до 19 година старости                    | Репрезентација Србије у узрасту до 19 година старости                    | Репрезентација Србије у узрасту до 19 година старости                    | Репрезентација Србије у узрасту до 19 година старости                    | Репрезентација Србије у узрасту до 19 година старости                    | Репрезентација Србије у узрасту до 19 година старости                    | Репрезентација Србије у узрасту до 19 година старости | Репрезентација Србије у узрасту до 19 година старости | Репрезентација Србије у узрасту до 19 година старости |
| #                                                     | Датум                                                                    | Такмичење                                                                | Локација                                                                 | Домаћин                                                                  | Резултат                                                                 | Гост                                                                     | Гол                                                   | Реф.                                                  |                                                       |
| ----------------------------------------------------- | ------------------------------------------------------------------------ | ------------------------------------------------------------------------ | ------------------------------------------------------------------------ | ------------------------------------------------------------------------ | ------------------------------------------------------------------------ | ------------------------------------------------------------------------ | ----------------------------------------------------- | ----------------------------------------------------- | ----------------------------------------------------- |
| 1.                                                    | 3. септембар 2016.                                                       | Меморијални турнир „Стеван Вилотић Ћеле”                                 | Стадион Шлаиз, Врбас                                                     | Србија                                                                   | 2 : 1                                                                    | Француска                                                                |                                                       | [ 49 ]                                                |                                                       |
| 2.                                                    | 5. септембар 2016.                                                       | Меморијални турнир „Стеван Вилотић Ћеле”                                 | Стадион крај Сомборске капије, Суботица                                  | Србија                                                                   | 3 : 1                                                                    | Израел                                                                   |                                                       | [ 22 ]                                                |                                                       |
| 2                                                     | Укупан број утакмица, постигнутих погодака и минута проведених на терену | Укупан број утакмица, постигнутих погодака и минута проведених на терену | Укупан број утакмица, постигнутих погодака и минута проведених на терену | Укупан број утакмица, постигнутих погодака и минута проведених на терену | Укупан број утакмица, постигнутих погодака и минута проведених на терену | Укупан број утакмица, постигнутих погодака и минута проведених на терену | 0                                                     | [ 50 ]                                                |                                                       |

| Репрезентација Србије у узрасту до 20 година старости | Репрезентација Србије у узрасту до 20 година старости                    | Репрезентација Србије у узрасту до 20 година старости                    | Репрезентација Србије у узрасту до 20 година старости                    | Репрезентација Србије у узрасту до 20 година старости                    | Репрезентација Србије у узрасту до 20 година старости                    | Репрезентација Србије у узрасту до 20 година старости                    | Репрезентација Србије у узрасту до 20 година старости | Репрезентација Србије у узрасту до 20 година старости | Репрезентација Србије у узрасту до 20 година старости |
| #                                                     | Датум                                                                    | Такмичење                                                                | Локација                                                                 | Домаћин                                                                  | Резултат                                                                 | Гост                                                                     | Мин.                                                  | Гол                                                   | Реф.                                                  |
| ----------------------------------------------------- | ------------------------------------------------------------------------ | ------------------------------------------------------------------------ | ------------------------------------------------------------------------ | ------------------------------------------------------------------------ | ------------------------------------------------------------------------ | ------------------------------------------------------------------------ | ----------------------------------------------------- | ----------------------------------------------------- | ----------------------------------------------------- |
| 1.                                                    | 15. новембар 2018.                                                       | Пријатељска утакмица                                                     | Стадион под Малим брдом, Петровац на Мору                                | Црна Гора                                                                | 1 : 0                                                                    | Србија                                                                   |                                                       | [ 51 ]                                                |                                                       |
| 2.                                                    | 16. новембар 2018.                                                       | Пријатељска утакмица                                                     | Спортски центар ФСЦГ, Подгорица                                          | Србија                                                                   | 1 : 0                                                                    | Северна Македонија                                                       |                                                       | [ 52 ]                                                |                                                       |
| 2                                                     | Укупан број утакмица, постигнутих погодака и минута проведених на терену | Укупан број утакмица, постигнутих погодака и минута проведених на терену | Укупан број утакмица, постигнутих погодака и минута проведених на терену | Укупан број утакмица, постигнутих погодака и минута проведених на терену | Укупан број утакмица, постигнутих погодака и минута проведених на терену | Укупан број утакмица, постигнутих погодака и минута проведених на терену | 0                                                     | [ 23 ]                                                |                                                       |

| Репрезентација Србије у узрасту до 21 годинe старости | Репрезентација Србије у узрасту до 21 годинe старости                    | Репрезентација Србије у узрасту до 21 годинe старости                    | Репрезентација Србије у узрасту до 21 годинe старости                    | Репрезентација Србије у узрасту до 21 годинe старости                    | Репрезентација Србије у узрасту до 21 годинe старости                    | Репрезентација Србије у узрасту до 21 годинe старости                    | Репрезентација Србије у узрасту до 21 годинe старости | Репрезентација Србије у узрасту до 21 годинe старости | Репрезентација Србије у узрасту до 21 годинe старости |
| #                                                     | Датум                                                                    | Такмичење                                                                | Локација                                                                 | Домаћин                                                                  | Резултат                                                                 | Гост                                                                     | Мин.                                                  | Гол                                                   | Реф.                                                  |
| ----------------------------------------------------- | ------------------------------------------------------------------------ | ------------------------------------------------------------------------ | ------------------------------------------------------------------------ | ------------------------------------------------------------------------ | ------------------------------------------------------------------------ | ------------------------------------------------------------------------ | ----------------------------------------------------- | ----------------------------------------------------- | ----------------------------------------------------- |
| 1.                                                    | 1. септембар 2017.                                                       | Квалификације за Европско првенство                                      | Градски стадион, Јагодина                                                | Србија                                                                   | 4 : 0                                                                    | Гибралтар                                                                |                                                       | [ 53 ]                                                |                                                       |
| 2.                                                    | 10. октобар 2017.                                                        | Квалификације за Европско првенство                                      | Стадион Карађорђе, Нови Сад                                              | Србија                                                                   | 3 : 2                                                                    | Русија                                                                   |                                                       | [ 54 ]                                                |                                                       |
| 3.                                                    | 17. децембар 2017.                                                       | Пријатељска утакмица                                                     | Стадион Гранд Хамад, Доха                                                | Катар                                                                    | 1 : 2                                                                    | Србија                                                                   |                                                       | [ 55 ]                                                |                                                       |
| 4.                                                    | 16. октобар 2018.                                                        | Квалификације за Европско првенство                                      | Стадион Карађорђе, Нови Сад                                              | Србија                                                                   | 0 : 0                                                                    | Јерменија                                                                |                                                       | [ 24 ]                                                |                                                       |
| 4                                                     | Укупан број утакмица, постигнутих погодака и минута проведених на терену | Укупан број утакмица, постигнутих погодака и минута проведених на терену | Укупан број утакмица, постигнутих погодака и минута проведених на терену | Укупан број утакмица, постигнутих погодака и минута проведених на терену | Укупан број утакмица, постигнутих погодака и минута проведених на терену | Укупан број утакмица, постигнутих погодака и минута проведених на терену | 0                                                     | [ 56 ]                                                |                                                       |